# Олександр Коновалов
Олександр Коновалов (нар. 4 травня 1978 р., Україна) — український ІТ-підприємець, інвестор, бізнес-експерт. Засновник компанії з перекладу та дубляжу відео vidby (колишній DROTR) та сервісу відправки подарунків YouGiver.

## Життєпис

### Освіта
У 2000 році закінчив Донбаську національну академію будівництва і архітектури, отримав спеціальність інженера-будівельника.
У 2002 році отримав ступінь магістра з економіки в Сумському державному університеті.
У 2008 році закінчив Міжнародний інститут менеджменту.
У 2015 році пройшов програму управління підприємництвом та інноваціями в Школі бізнесу Хаас, Університету Каліфорнії, Берклі.

### Підприємницька діяльність
У червні 2013 року заснував IT-компанію TIW (Technology Improves the World). У тому ж році Коновалов створив додаток Droid Translator (DROTR), який перший у світі забезпечував синхронний голосовий переклад відеодзвінків на десятки мов. У 2021 році додаток став основою для створення програмного забезпечення, а також компанії vidby.com. Компанія займається автоматичним перекладом та дубляжем відео на більш ніж 70 мов за допомогою алгоритмів штучного інтелекту. Сервіс в основному фокусується на b2b сектор. Коновалов співзаснував vidby разом з підприємцем Ойгеном фон Рубінбергом в Роткройці, Швейцарія. Олександр Коновалов також є генеральним директором компанії. У 2022 році vidby використовувався для перекладу виступів Президента України Володимира Зеленського. За даними МЗС України, було перекладено понад 70 виступів 30 мовами. Точність перекладу vidby згідно з BusinessInsider становить 99%. У 2018 році заснував сервіс замовлення та відправки подарунків YouGiver. Олександр Коновалов є членом Технологічної ради Forbes.